# Апатия и впечатления
«Апатия и впечатления» — задуманное, но ненаписанное произведение русского писателя XIX века Фёдора Михайловича Достоевского, предположительно, публицистического или художественного характера. Замысел датируется концом 1859 года, либо началом 1860 года. Вместе с ещё одной идеей из той же черновой записи писателя остаётся неизвестным исследователям творчества Достоевского.
Публицистическая статья «Апатия и впечатления» могла быть посвящена опубликованному в 1859 году роману Гончарова «Обломов». Художественное произведение «Апатия и впечатления» могло продолжить развитие образа Мечтателя из ранних произведений Достоевского, а также стать художественным анализом «мечтательства» как специфичного для русской жизни явления.

## Возникновение замысла
Упоминания о данном замысле встречаются в черновиках писателя 1859—1860 годов. В «Полном собрании сочинений» приводится одна из записей писателя плана 1860 года: «1) Миньона. 2) Весенняя любовь. 3) Двойник (переделанный). 4) Записки каторжника (отрывки). 5) Апатия и впечатления», — впервые опубликованная Леонидом Петровичем Гроссманом в 1935 году в его книге «Жизнь и труды Ф. М. Достоевского». Ирина Дмитриевна Якубович в «Летописи жизни и творчества Ф. М. Достоевского» вслед за Гроссманом помещает составление данного плана Достоевским на конец 1859 года.
К 1859 году завершилась ссылка Достоевского в Сибирь и продолжительный перерыв его литературной деятельности. Летом писатель покинул Семипалатинск, получив сначала разрешение переехать в Тверь, а 20 декабря Достоевский с семьёй наконец-то возвращается в Петербург. По возвращении из ссылки писатель не оставил идею о переработке повести «Двойник», планируя осенью 1859 года включить в издаваемое в 1860 году двухтомное собрание сочинений «совершенно переделанного „Двойника“». В том же 1859 году у писателя окончательно созрел замысел повести о каторге «Записки из Мёртвого дома», которую он обозначил в плане, как «„Записки каторжника“ (отрывки)». Из трёх оставшихся замыслов наиболее известна «Весенняя любовь», в то время как первый и последний пункты обозначенного плана остались неосуществлёнными и неизвестными исследователям.

## Публицистика или художественное произведение
действительность производит впечатление тяжелое, враждебное на сердце мечтателя, и он спешит забить в свой заветный, золотой уголок <…> Мало-помалу проказник наш начинает чуждаться толпы, чуждаться общих интересов <…> начинает казаться, что наслаждения, доставляемые его своевольной фантазиею, полнее, роскошнее, любовнее настоящей жизни. <…> он сбивается, теряется, упускает моменты действительного счастья и, в апатии, лениво складывает руки <…> Они часто замечают числа месяцев, когда были особенно счастливы и когда их фантазия играла наиболее приятнейшим образом <…> непременно стараются повторить то же самое и в годовщину своих впечатлений, копируя и припоминая малейшие обстоятельства своего гнилого, бессильного счастья.
По мнению литературоведов Ильи Сермана, Тамары Орнатской и Ирины Якубович, «Апатия и впечатления» — это условное название задуманной Достоевским публицистической статьи. Орнатская также добавляет, что замысел этой статьи должен был быть связан с опубликованным в том же 1859 году романом Ивана Александровича Гончарова «Обломов», в котором апатия стала привычным состоянием главного героя. С этой же записью Достоевского могла быть связана другая задуманная публицистическая статья — «Гончаров». Марина Загидуллина и Борис Тихомиров соглашаются с подобным предположением, отметив, что в петербургском литературном и политическом журнале «Эпоха» братьев Михаила Михайловича и Фёдора Михайловича Достоевских того времени про «Обломова» писали: «Гончаров восстал против апатии».
С другой стороны, Загидуллина и Тихомиров высказали предположение, что данный замысел связан не с публицистической статьёй, а с художественным произведением. Исследователи обратили внимание на тот факт, что упоминания «апатии» и «впечатлений» уже неоднократно возникали в творчестве Достоевского ещё в 1840-х годах; в частности совместно употреблялись близко по смыслу к ненаписанному замыслу в его «Петербургской летописи»: мечтатель «…упускает моменты действительного счастья и, в апатии, лениво складывает руки <…> стараются повторить <моменты счастья> в годовщину своих впечатлений». По мнению исследователей творчества писателя, Достоевский мог планировать вернуться к знакомому ему образу Мечтателя из ранних произведений. На подобное решение могла также повлиять активная доработка повести «Белые ночи», в которой отмечалось влияние «Обломова». В своём романе Гончаров представил другую версию Мечтателя, что могло вдохновить Достоевского продолжить художественный анализ «мечтательства» как специфичного для русской жизни явления.

## Перекличка с другими произведениями
Большинство исследователей творчества Достоевского отмечали, что тематикой апатии данный замысел предположительно должен был перекликаться с романом Ивана Александровича Гончарова «Обломов», а также публицистической статьёй «Гончаров» и «Петербургской летописью» Достоевского. Возвращение к мотивам и образам 1840-х годов также позволило предположить перекличку с повестью «Белые ночи», романом «Униженные и оскорблённые», а также фельетоном «Петербургские сновидения в стихах и в прозе».